# Cirsium spinosissimum
Cirsium spinosissimum es una planta fanerógama perteneciente a la familia de las asteráceas.

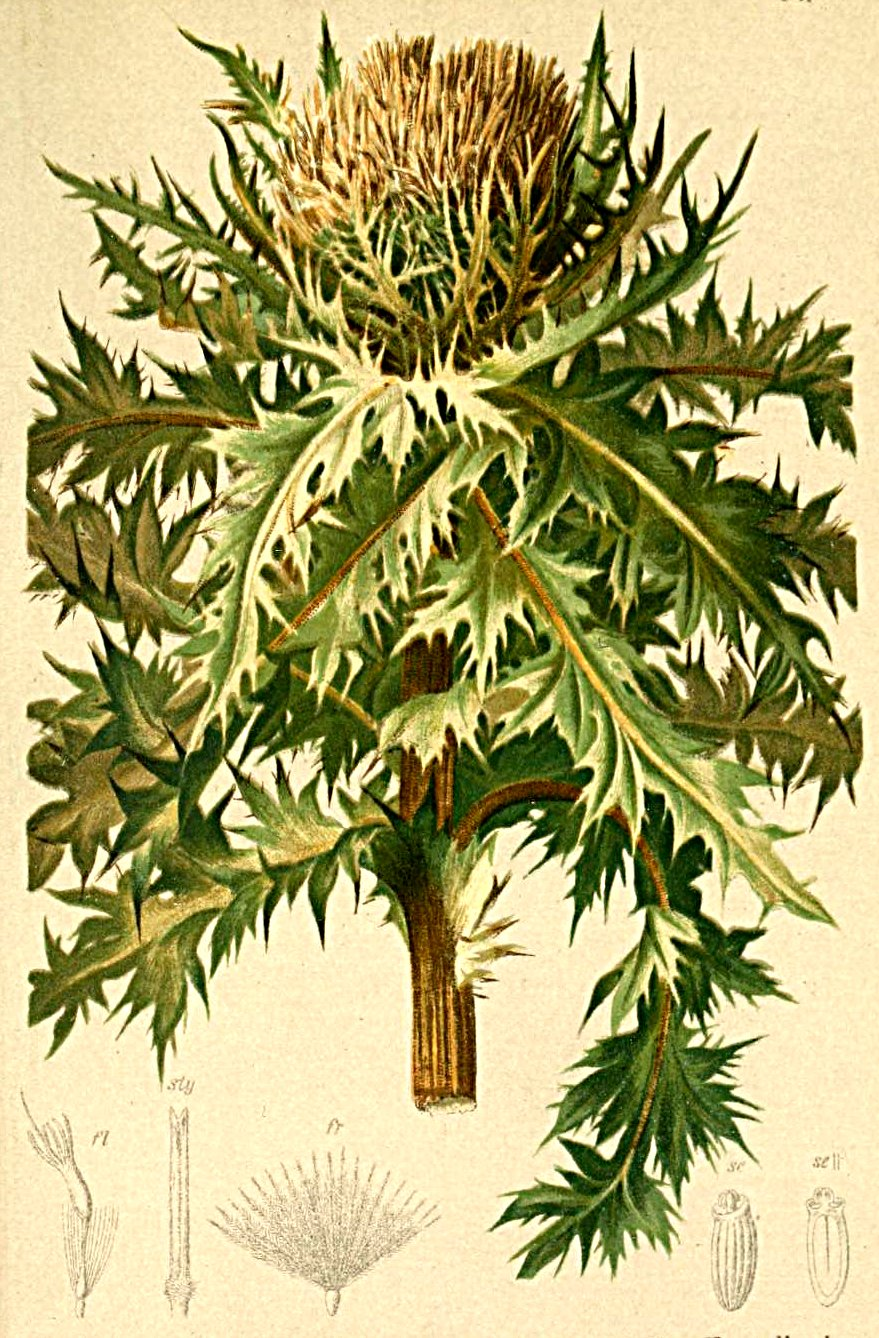
Ilustración

## Descripción
Es una planta espinosa con flores tubulares terminales en tallo erecto. Habita en los Alpes y florece entre julio y septiembre (verano boreal).

## Taxonomía
Cirsium spinosissimum fue descrita por (Carlos Linneo) Scop. y publicado en Flora Carniolica, Editio Secunda 2: 129. 1772.
Etimología
Cirsium: nombre genérico que deriva de la palabra griega: kirsos = varices ;  de esta raíz deriva el nombre kirsion, una palabra que parece servir para identificar una planta que se utiliza para el tratamiento de este tipo de enfermedad. De kirsion, en los tiempos modernos, el botánico francés Tournefort (1656 - 708) ha derivado el nombre Cirsium del género.
spinosissimum: epíteto latino que significa "muy espinoso".
Sinonimia
- Carduus comosus Lam.
- Carduus spinosissimus Vill.
- Carthamus involucratus Lam.
- Cirsium caput-medusae Schur ex Nyman
- Cirsium cervini
- Cirsium controversum DC.
- Cirsium hallerianum Gaudin
- Cirsium purpureum All.
- Cirsium spitzelii Sch.Bip. ex Nyman
- Cnicus purpureus Bertol.
- Cnicus spinosissimus L.[3]